# Swat, Pakistan

Swat (markerat i gult) i Nordvästra gränsprovinsen, Pakistan.

Swat (pashto: سوات, urdu: سوات) är en dal och ett distrikt i den pakistanska provinsen Nordvästra gränsprovinsen. Vid 1998 års folkräkning hade området 1 257 602 invånare.
Området var mellan 1926 och 1947 en vasallstat under Brittiska Indien, innan det blev en del av Pakistan. Området kontrolleras sedan december 2008 av talibanerna, och 2009 inledde regeringen en militäroffensiv för att försöka återta kontrollen över området. Swat har tidigare varit ett populärt turistmål med bland annat en skidort. Nobelpristagaren Malala Yousafzai är född och uppvuxen i området.

## Administrativ indelning
Distriktet är indelat i två Tehsil.
- Matta Tehsil
- Swat Tehsil